# Seán Paul Breslin
Seán Paul Breslin (* 7. September 1979 in Waterford) ist ein ehemaliger irischer Autorennfahrer und Motorsportfunktionär.

## Karriere als Rennfahrer
Seán Paul Breslin war zwischen 2008 und 2012 als GT- und Sportwagenpilot aktiv. Er fuhr 2008 im britischen Porsche Carrera Cup und gewann 2009 die Gesamtwertung der VLN Langstreckenmeisterschaft Nürburgring. Es folgten Einsätze in der spanischen GT-Meisterschaft, der American Le Mans Series, den International GT Open und 2011 beim 24-Stunden-Rennen von Le Mans. Dieses Rennen bestritt er gemeinsam mit Marco Cioci und Piergiuseppe Perazzini auf einem von AF Corse gemeldeten Ferrari F430 GTE. Der Einsatz endete nach einem technischen Defekt vorzeitig.

## Motorsportfunktionär
Nach dem Ende der Fahrerkarriere 2012 wurde Breslin Prokurist beim deutschen Rennstall Black Falcon und übernahm auch die Funktion des Teamchefs.

## Statistik

### Le-Mans-Ergebnisse
| Jahr | Team         | Fahrzeug         | Teamkollege | Teamkollege            | Platzierung | Ausfallgrund |
| ---- | ------------ | ---------------- | ----------- | ---------------------- | ----------- | ------------ |
| 2011 | AF Corse SRL | Ferrari F430 GTE | Marco Cioci | Piergiuseppe Perazzini | Ausfall     | Defekt       |